# Смерть и похороны Елизаветы II
Королева Великобритании Елизавета II умерла 8 сентября 2022 года в 15:10 по местному времени в замке Балморал в Шотландии в возрасте 96 лет, меньше чем через полтора года после смерти мужа, принца Филиппа (он умер 9 апреля 2021 года). Королева занимала престол с 6 февраля 1952 года на протяжении 70 лет и 214 дней, то есть почти на семь лет дольше, чем королева Виктория. Траурные мероприятия прошли согласно разработанному в 1960-х годах плану операции «Лондонский мост» и одной из её частей — операции «Единорог». Государственные похороны состоялись 19 сентября 2022 года, Елизавету похоронили в семейном склепе в часовне Святого Георгия в Виндзорском замке, рядом с отцом, матерью, сестрой и мужем. Новым монархом Великобритании стал её старший сын Чарльз, взявший себе имя Карл III.

## Предыстория
Королева пребывала в добром здравии бо́льшую часть своей жизни. Проблемы со здоровьем у неё появились после кончины супруга, принца Филиппа. В октябре 2021 года Елизавета II впервые была замечена с тростью. 20 октября она осталась на ночь в больнице короля Эдуарда VII в центре Лондона, за этим последовала отмена запланированных визитов в Северную Ирландию и на конференцию ООН, посвящённую изменению климата, в Глазго. В ноябре королева перенесла растяжение мышц спины, из-за чего не смогла присутствовать на церемонии памяти погибших в войнах. В феврале 2022 года она сдала положительный тест на COVID-19. Симптомы характеризовались как лёгкие, похожие на простуду. Позднее Елизавета II прокомментировала своё состояние, признав, что болезнь «действительно оставляет человека очень усталым и истощённым». Учитывая, что коронавирусная инфекция и постковидный синдром могут давать осложнения, состояние королевы стало причиной беспокойства многих обозревателей.
1 марта 2022 года Елизавета вернулась к исполнению своих обязанностей. 29 марта она присутствовала на службе в память о принце Филиппе в Вестминстерском аббатстве. В том же месяце королева пропустила ежегодную службу в честь Дня Содружества, в апреле — службу в Великий четверг. В мае она впервые за 59 лет отсутствовала на церемонии открытия парламента. На принца Чарльза, наследника престола, к концу жизни королевы возлагалось всё больше церемониальных обязанностей. В июне Елизавета II отсутствовала на Национальной службе благодарения по случаю своего Платинового юбилея. В период проведения торжеств она в основном ограничивалась появлениями на балконе Букингемского дворца и во внутреннем дворе Виндзорского замка.
6 сентября 2022 года, за два дня до своей смерти, Елизавета II приняла отставку Бориса Джонсона и назначила Лиз Трасс на пост премьер-министра Соединённого Королевства. В нарушение традиции встречи проходили в замке Балморал, а не в Букингемском дворце. 7 сентября она должна была присутствовать на онлайн-заседании Тайного совета, проведение которого было отложено после того, как врачи посоветовали ей отдохнуть. В тот же день было опубликовано последнее публичное заявление королевы, в котором она принесла соболезнования пострадавшим в результате резни в Саскачеване.

## Смерть
Утром 8 сентября 2022 года секретарь кабинета Саймон Кейс доложил премьер-министру Лиз Трасс об ухудшении состояния Елизаветы II. В 12:30 Букингемский дворец сделал заявление: «После дальнейшего обследования сегодняшним утром врачи королевы выразили обеспокоенность состоянием здоровья Её Величества и рекомендовали ей оставаться под медицинским наблюдением». В 12:40 национальный вещатель «Би-би-си» прервал регулярные передачи на BBC One и начал освещать состояние королевы в прямом эфире. Специальные репортажи транслировались и на других телеканалах Великобритании, включая ITV, Channel 4 и Channel 5.
Королева умерла 8 сентября в 15:10 по британскому времени. В свидетельстве о смерти, обнародованном 29 сентября, в графе «причина смерти» указана «старость». В 16:30 об этом проинформировали премьер-министра Лиз Трасс. В 18:30 пресс-служба Букингемского дворца официально сообщила о «мирной» кончине монарха: «Королева мирно скончалась в замке Балморал сегодня днем. Король и королева-консорт останутся в Балморале сегодня вечером и вернутся в Лондон завтра». Королевская семья объявила о её смерти следующим сообщением. Аналогичное объявление было прикреплено к воротам Букингемского дворца и размещено на сайте королевской семьи. В 18:31 ведущий новостей Хью Эдвардс сообщил о кончине королевы во время прямой трансляции на каналах BBC News и BBC One. В 18:32 ведущие BBC Radio 4 и BBC Radio 5 Live сделали аналогичные объявления.
25 ноября 2022 года биограф и доверенное лицо королевы Джайлс Брандрет заявил, что она последние полтора года скрывала своё заболевание миеломой. Елизавета II стала первым британским монархом, умершим в Шотландии со времён Якова V, скончавшегося в 1542 году.
В течение всего дня члены королевской семьи прибывали в замок Балморал. Приблизительно в 10:30 в Шотландию прилетел принц Чарльз, которого встретила принцесса Анна. Герцогиня Корнуоллская тоже прибыла в замок, предварительно остановившись в поместье Биркхолл. Позднее выяснилось, что именно они стали единственными членами королевской семьи, которые находились рядом с Елизаветой II в момент её смерти. В 14:30 принц Уильям, принц Эндрю, принц Эдвард и Софи, графиня Уэссекская, вылетели с авиабазы Нортхолт в направлении Абердина и прибыли в Балморал после 17:00. Герцогиня Кембриджская и герцогиня Сассекская остались в Виндзоре и Лондоне соответственно. Принц Гарри отбыл позже других членов семьи и приехал в замок лишь к 20:00.

## Национальный траур
В соответствии с протоколом флаги Великобритании на Букингемском дворце и на Даунинг-стрит, 10 были приспущены. В замке Балморал королевский штандарт также был приспущен. Поскольку преемник Елизаветы II на тот момент находился в замке, впоследствии он был снова поднят. В Холирудском дворце приспустили королевский штандарт Шотландии, а в замке Кардифф — валлийский флаг. Тысячи людей собрались у королевских резиденций.

### Церемониал в Шотландии
В связи со смертью королевы в Шотландии последующий церемониал соответствовал мероприятиям, предусмотренным операцией «Единорог», первой частью операции «Лондонский мост».
11 сентября в 10:46 гроб с телом королевы, задрапированный королевским штандартом Шотландии и увенчанный венком из цветов, сорванных в саду замка, покинул Балморал. Принцесса Анна с супругом Тимоти Лоренсом присоединилась к траурной процессии. Кортеж проехал расстояние в 280 км (175 миль), минуя округа Абердиншир, Ангус и Файф, и в 16:23 прибыл в Холирудский дворец. Гроб с телом королевы был выставлен в тронном зале.
12 сентября гроб Елизаветы II пронесли по Королевской миле к собору Святого Эгидия. Процессию составили король Карл III, принцесса Анна с мужем, принц Эндрю, принц Эдвард, военнослужащие Королевского полка Шотландии и королевской роты лучников. Королева-консорт и графиня Уэссексская находились в автомобиле, следовавшем позади. Во время церемонии ежеминутно производились выстрелы из пушек Эдинбургского замка. По прибытии в собор на гроб королевы была возложена Корона Шотландии. Затем состоялась национальная служба благодарения, на которой присутствовали члены королевской семьи, политики, в их числе Лиз Трасс и Никола Стерджен, а также представители королевских шотландских благотворительных организаций. Гроб королевы находился в соборе на протяжении 24 часов. За это время с ней попрощалось около 33 000 человек. Вечером Карл III, принцесса Анна, принц Эндрю и принц Эдвард провели церемониал известный как Бдение принцев.
13 сентября гроб с телом королевы прибыл в аэропорт Эдинбурга, где был погружён в самолёт C-17 Globemaster и доставлен на авиабазу Нортхолт. Во время полёта королевский штандарт Шотландии был заменён на штандарт Соединённого Королевства.

### Прощание
По прибытии в Нортхолт служащие 63-й эскадрильи Королевских ВВС выступили в роли носильщиков и сформировали почётный караул. Гроб с телом королевы поместили в катафалк и привезли в Букингемский дворец, куда его внесли служащие из гренадерской гвардии. Принцесса Анна сопровождала тело матери во время всего пути из Балморала до Букингемского дворца.
14 сентября гроб Елизаветы II доставили в Вестминстерский дворец на лафете королевской конной артиллерии, запряжённом лошадьми. Карл III и другие члены королевской семьи следовали за гробом пешком. Процессия, как и последующие траурные шествия в Лондоне и Виндзоре, маршировала в темпе 75 шагов в минуту в сопровождении военного оркестра, исполнявшего марши Людвига ван Бетховена, Феликса Мендельсона и Фредерика Шопена. Биг-Бен звонил один раз в минуту, а в Гайд-парке королевская конная артиллерия производила выстрелы из пушек. Представители трёх основных родов войск королевства выстроились в почётный караул на Парламентской площади, после чего солдаты королевской роты 1-го батальона Гренадерского гвардейского полка поместили гроб на катафалк в Вестминстерском холле. Затем архиепископ Кентерберийский Джастин Уэлби и настоятель Вестминстерского аббатства Дэвид Хойл провели службу в присутствии короля и членов монаршей семьи.
Гроб с телом Елизаветы II был выставлен в Вестминстерском холле с 17:00 14 сентября по 06:30 19 сентября. Его охраняли телохранители британского монарха. Корона Британской империи и венок из цветов и листвы из замков Балморал и Виндзор были возложены на гроб перед началом процессии, их дополняли Сфера Государя и Скипетр; у изголовья был помещён Вестминстерский крест, а у подножия — полковое знамя королевской роты Гренадерского гвардейского полка. По оценкам, с королевой попрощалось около 250 000 человек, в их числе политики и видные общественные деятели. BBC и ITV вели прямую трансляцию общественной церемонии прощания. 16 сентября 28-летний мужчина был арестован после того, как ему удалось поднять королевский штандарт, покрывавший гроб королевы.
Вечером 16 сентября дети Елизаветы II отстояли в почётном карауле около десяти минут, а 17 сентября то же самое сделали восемь внуков почившего монарха. 18 сентября в 18:00 волынщики в четырёх разных местах Шотландии сыграли «The Immortal Memory» (англ. «Бессмертную память»). В 20:00 по всей Великобритании была объявлена минута молчания.

## Похороны
Мероприятие имело схожие черты с прощальной церемонией Уинстона Черчилля в 1965 году, последними государственными похоронами, проведёнными на тот момент в Великобритании. Похороны Елизаветы II стали первыми со времён прощания с Георгом II, когда панихида по монарху проходила в Вестминстерском аббатстве. От имени Министерства иностранных дел на церемонию было приглашено порядка 500 иностранных высокопоставленных лиц, глав государств и мировых знаменитостей. Приглашения были разосланы в адрес стран, с которыми Великобритания поддерживала дипломатические отношения, за исключением России, Беларуси и Мьянмы; представители Сирии, Венесуэлы и Афганистана приглашены не были. Северная Корея и Никарагуа были приглашены только на уровне послов, но не глав государств.
День похорон был объявлен выходным. Цены в лондонских отелях выросли за несколько дней до похорон. По всей стране были организованы дополнительные железнодорожные перевозки, чтобы все желающие имели возможность посетить Лондон и отдать дань покойной королеве. В преддверии церемонии прощания городской совет Вестминстера направил специализированное подразделение «Clean Streets» для уборки центральных районов Лондона.
Утром 19 сентября гроб королевы был перенесён из Вестминстер-холла в Вестминстерское аббатство на орудийном лафете. В соблюдение традиции, берущей начало с государственных похорон королевы Виктории, лафет управлялся моряками Королевского флота. Король, члены королевской семьи и члены королевского двора шли позади. На гроб был возложен венок из листьев, срезанных в садах Букингемского дворца, Хайгроув-хаус и Кларенс-хаус, а также записка от короля. Перед началом службы колокол аббатства звонил раз в минуту в течение 96 минут. Гроб с телом Елизаветы II прибыл в Вестминстерское аббатство в 10:52.
Служба началась в 11:00. Согласно Книге общей молитвы 1662 года, её возглавил декан Вестминстера Дэвид Хойл. Уроки были зачитаны Патрисией Скотланд и Лиз Трасс; проповедь и благодарность были произнесены архиепископом Кентерберийским Джастином Уэлби. В молитвенном чтении приняло участие духовенство нескольких христианских конфессий.
Хоровое сопровождение включало в себя композиции «Like as the hart» (комп. Джудит Вейр) и «Who shall separate us?» (комп. Джеймс Макмиллан), а также произведения, исполнявшиеся в ходе коронации и свадьбы королевы. В пении участвовали хор Вестминстерского аббатства и хор Королевской часовни; дирижёром выступил Джеймс О’Донелл. В конце церемонии состоялось двухминутное молчание, которое завершилось песенным сигналом «Reveille». Окончание службы ознаменовало исполнение национального гимна, сопровождаемое звучанием волынки «Sleep, dearie, sleep». После богослужения прозвучало «Allegro maestoso» из органной сонаты Эдуарда Элгара.
Тело опустили в семейный склеп в часовне Святого Георгия в Виндзорском замке, рядом с отцом, матерью и сестрой.

## Последующие события
После смерти королевы её старший сын Чарльз, принц Уэльский, немедленно вступил на трон в качестве короля Великобритании и четырнадцати других королевств Содружества, выбрав тронное имя Карл III. 10 сентября прошло заседание совета престолонаследия, на котором он официально был объявлен королём.
В Великобритании был объявлен 10-дневный траур. Чарльз, ставший после смерти матери королём Карлом III, в первом своём выступлении в качестве монарха назвал кончину Елизаветы «моментом величайшей грусти» для него и всех членов семьи. Премьер-министр Великобритании Лиз Трасс, занявшая свою должность 6 сентября после встречи с королевой в замке Балморал, заявила: «Смерть королевы — шок для нации и мира, она вдохновляла меня и многих британцев».